# Jugoslawisches Komitee

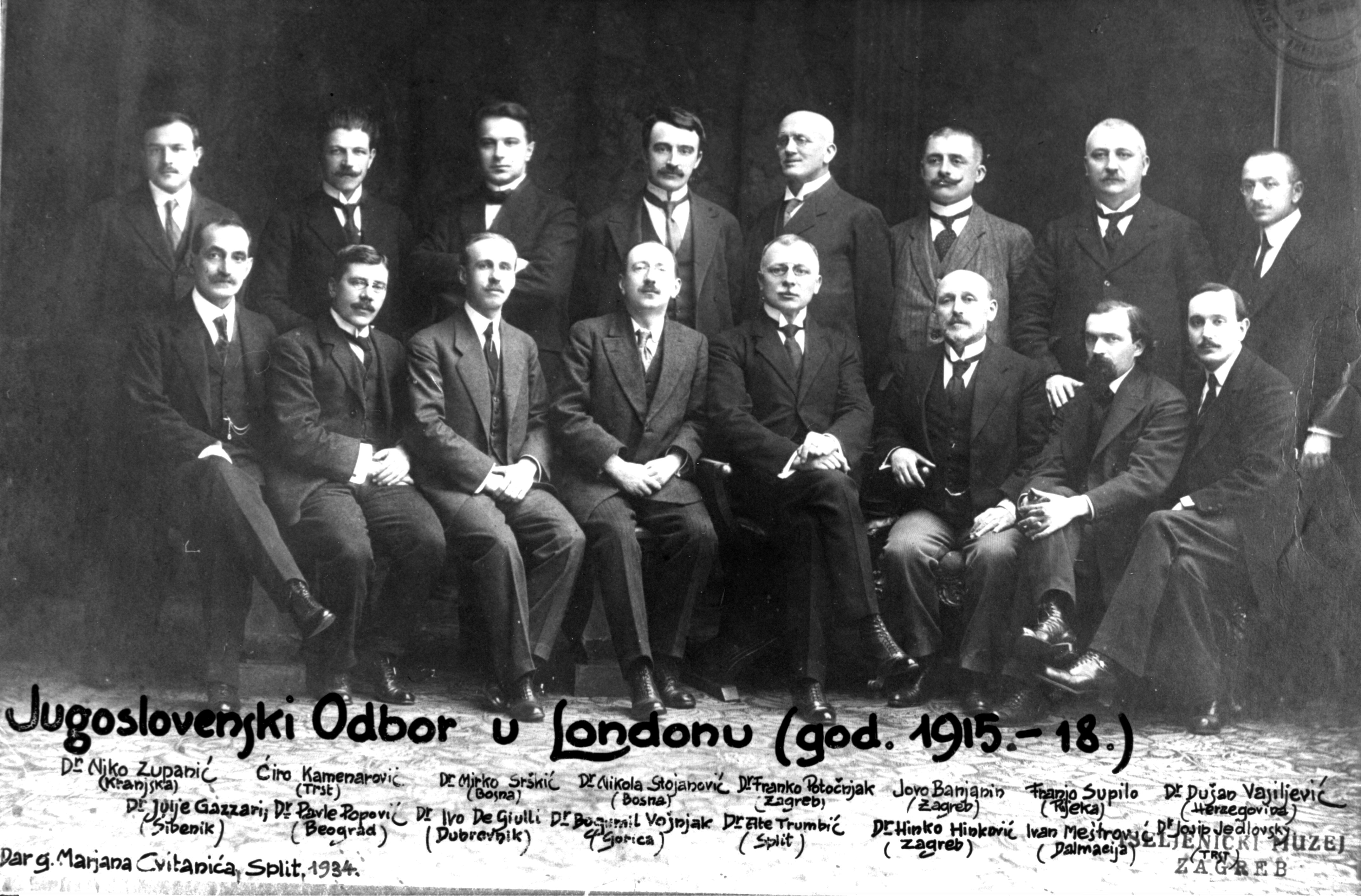
Die Mitglieder des Jugoslawischen Komitees im Jahr 1916

Das Jugoslawische Komitee (serbokroatisch Jugoslavenski odbor), auch Südslawischer Ausschuss genannt, war eine nach Ausbruch des Ersten Weltkriegs im Exil gegründete Vereinigung von südslawischen Politikern aus der Habsburger-Monarchie, welche die Ideologie des Jugoslawismus vertrat. Das Komitee traf mit der Deklaration von Korfu vom 20. Juli 1917 eine Vereinbarung über die Gründung eines vereinigten Königreichs der Serben, Kroaten und Slowenen unter der Herrschaft der serbischen Karađorđević-Dynastie, einer Voraussetzung für die Gründung des „Ersten Jugoslawien“ 1918.
Gegründet am 30. April 1915 in London gehörten dem Jugoslawischen Komitee 11 Kroaten, 2 Slowenen und 2 Serben an. Gewählter Präsident des Komitees war Ante Trumbić, ein Abgeordneter des Wiener Reichsrates und des Dalmatinischen Landtages sowie Führer der größten kroatischen Partei Dalmatiens.
Das Komitee verfolgte die folgenden Ziele:
1. Kampf gegen den Londoner Vertrag vom 26. April 1915, der dem Königreich Italien für seinen Kriegseintritt neben anderen Gebieten den Erhalt von Istrien (außer Rijeka) und das nördliche und mittlere Dalmatien mit den vorgelagerten Inseln zusicherte
2. Loyale Politik gegenüber den Ententemächten
3. Propaganda für die Vereinigung der Kroaten, Slowenen und Serben zu einem unabhängigen Staat auf Grundlage der Gleichberechtigung der Völker
4. Herstellung des Einvernehmens der serbischen Regierung